# Silene montistellensis
Silene montistellensis är en nejlikväxtart som beskrevs av M. Ladero, S. Rivas-martinez, A. Amor, M. T. Santos och M. T. Alonso. Silene montistellensis ingår i släktet glimmar, och familjen nejlikväxter. Inga underarter finns listade i Catalogue of Life.